# Амит (округ)
Округ Амит (англ. Amite County) — округ штата Миссисипи, США. Население округа на 2000 год составляло 13599 человек. Административный центр округа — город Либерти.

## История
Округ Амит основан в 1809 году.

## География
Округ занимает площадь 1890.7 км2.

## Демография
Согласно переписи населения 2000 года, в округе Амит проживало 13599 человек (данные Бюро переписи населения США). Плотность населения составляла 7.2 человек на квадратный километр.